# Edwardsioides japonica
Edwardsioides japonica is een zeeanemonensoort uit de familie Edwardsiidae.
Edwardsioides japonica is voor het eerst wetenschappelijk beschreven door Carlgren in 1931.